# Rafał Wolski
Rafał Wolski, född 10 november 1992 i Kozienice, är en polsk fotbollsspelare (mittfältare) som spelar för Wisła Płock i Ekstraklasa. Han har tidigare spelat för bland annat Legia Warszawa i Ekstraklasa.
Han var uttagen i Polens trupp vid fotbolls-EM 2012.